# Península de Kenai

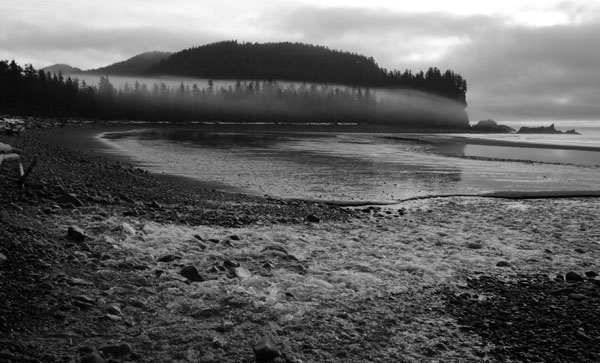
Costa de la península de Kenai.

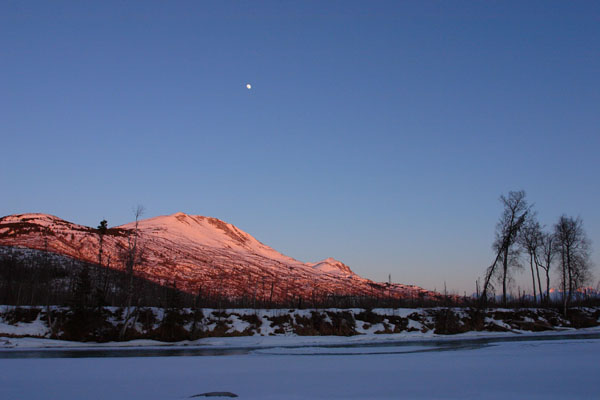
El río Kenai.

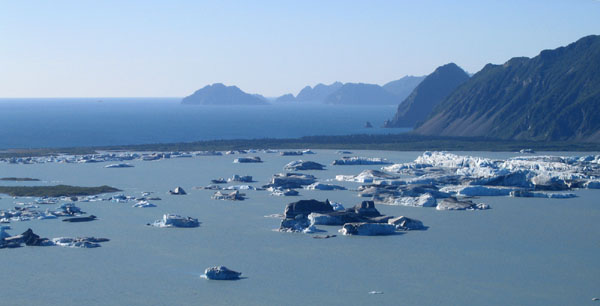
Lago glaciar del Oso (Bear Glacier Lake) y el océano Pacífico.

La península de Kenai (en inglés, Kenai Peninsula) es una gran península que sobresale de la costa sur de Alaska, en los Estados Unidos, y se adentra en el golfo de Alaska. Kenai deriva probablemente de Kenayskaya, el nombre en ruso de la ensenada de Cook (Cook Inlet), que bordea la península por el oeste. 
Administrativamente, la mayor parte de la península pertenece al Borough de Península de Kenai, y una pequeña parte, la que conecta con el continente, al Área censal de Valdez-Cordova.
El explorador y navegante ruso Gerasim Izmailov (c. 1745 - después de  1795) fue el primero en explorar y cartografiar la península en 1789.

## Geografía
La península se extiende aproximadamente 240 km hacia el suroeste desde las montañas Chugach, al sur de la ciudad de Anchorage. Tiene por límites:
- al norte, por el brazo Turnagain, el fondo de la ensenada de Cook y por el pequeño istmo de apenas 15 km que la une al continente, entre el final del brazo Turnagain y bahía Whittier;
- al oeste y noroeste, por las aguas de la ensenada de Cook; en este tramo de costa occidental está la profunda bahía Kachemak;
- al sur, por la entrada Kennedy, que la separa de la isla de Afognak;
- al este, por las aguas del Blying Sound y del  Prince William Sound. Este tramo costero oriental es muy quebrado y accidentado, con numerosas bahías y entrantes, como Port Dick, las bahías Nuka, Harris, Aiaolik, Resurrection, Day Harbor, Port Bainbridge y Port Nellie Juan. En este tramo costero hay numerosas pequeñas islas costeras, como Montague, Latouche, Evans, Bainbridge, Chenega, Knigt y Culross.

Las montañas de Kenai (2130 m), cubiertas de glaciares, son una cordillera que se extiende por el sureste de la península a lo largo de la costa del golfo de Alaska. Gran parte de la cadena montañosa se encuentra dentro del parque nacional de los fiordos de Kenai (Kenai Fjords National Park). La costa noroeste, que cierra la ensenada de Cook, es más plana y pantanosa y está salpicada de numerosos y pequeños lagos, como el lago Bear (Alaska)lago Bear (Bear Lake). Hay también algunos lagos mayores en el interior de la península, entre ellos el lago Skilak (Skilak Lake) y el lago Tustumena (Tustumena Lake). Los principales ríos que surcan la península son el río Kenai, famoso por su población de salmones, el río Ruso (Russian Lake), el río Kasilof (Kasilof River) y el río Anchor (Anchor River). La bahía de Kachemak (Kachemak Bay), una bahía de la gran ensenada de Cook, se encuentra en el extremo suroeste de la península, y gran parte de ella está protegida e incluida en el parque estatal de la bahía de Kachemak (Kachemak Bay State Park).
En la península de Kenai se encuentran tanto el campo de hielo Sargent (Sargent Icefield) como el campo de hielo Harding (Harding Icefield), que generan numerosos glaciares, en su mayoría en la costa oriental .

## Localidades
En la península se hallan algunas de las mayores localidades del sur de Alaska, como Seward, (localizada más o menos a mitad de la costa del golfo de Alaska, que contaba con 2830 hab. en 2000); Soldotna (la capital del Borough de la Península de Kenai, con 3759 hab. en 2000) y Kenai (la mayor ciudad de la península, con 7686 hab. en 2007), localizadas ambas en la costa de la ensenada de Cook; y Homer (en la costa norte de la bahía de Kachemak, con 5364 hab. en 2005). Cruzando las aguas de la bahía de Kachemak desde Homer, se puede acceder al extremo occidental de la península, el más empinado y remoto, donde se encuentran los pequeños asentamientos de Seldovia (286 hab. en 2000), Namwalek y Port Graham (177 hab. en 2000).

## Transporte
Homer es una localidad famosa por ser el final del sistema de carreteras pavimentadas de Norteamérica y es un punto de destino popular de los automovilistas que han conducido hasta Alaska desde los Estados Unidos Continentales. Seward también es el punto final sur del ferrocarril de Alaska (Alaska Railroad).

## Clima
La península tiene un suave clima costero, con abundantes lluvias. Es una de las pocas zonas de Alaska que permiten la agricultura, con una estación de crecimiento adecuada para muchas cosechas.

## Recursos naturales y economía
La península tiene también gas natural, petróleo, depósitos de carbón, y abundantes piscifactorías de uso comercial y personal. El turismo es una industria importante, junto con el acondicionamiento de barcos y los cazadores y pescadores guía (outfitting and guiding hunters and fishers en inglés).